# Kemal Tahir
Kemal Tahir Demir (* 13. März 1910 in Istanbul; † 21. April 1973 ebenda) war ein türkischer Schriftsteller und Intellektueller. Er lebte aufgrund politischer Verfolgung mehr als 13 Jahre im Gefängnis. Einige seiner Bücher wurden verfilmt.

## Leben
Kemal Tahir wurde 1910 als Sohn des Marinekapitäns Tahir Bey geboren, eines Beraters Sultan Abdülhamids II. Er besuchte die Hasan Paşa Rüşdiyesi und schrieb sich dann am Galatasaray-Gymnasium ein. Nach dem Tod der Mutter verließ er die Schule allerdings in der 10. Klasse und arbeitete ab 1928 als Anwaltsgehilfe und später als Lagerarbeiter einer Kohlenmine. Im Jahr 1932 wurde Tahir freier Journalist, Redakteur und Übersetzer für die Istanbuler Zeitungen Vakit, Haber, Son Posta, Yedigün und Karikatür. Er wurde Hauptautor der Tageszeitung Karagöz und später Chefredakteur der Tan. 1937 heiratete er Fatma İrfan.
1938 beschuldigte man Kemal Tahir und Nâzım Hikmet der „Verbreitung von Aufruhr“ gegen die Streitkräfte. Die beiden wurden von einem Kriegsgericht der Marine schuldig gesprochen und zu 15 Jahren Haft verurteilt. Tahir saß in Gefängnissen in Çankırı, Malatya, Çorum, Nevşehir und Kırşehir. Nach 12 Jahren wurde er mit der Generalamnestie des Jahres 1950 begnadigt.
Nach der Entlassung ging Kemal Tahir zurück nach Istanbul und arbeitete als Korrespondent für die Handelszeitung Izmir Ticaret Gazetesi. Tahir heiratete in dieser Zeit seine zweite Frau Semiha Sıdıka. Nach dem Pogrom von Istanbul im Jahr 1955 wurde er erneut verhaftet und verbrachte sechs Monate im Militärgefängnis Harbiye. Mit dem Schriftsteller Aziz Nesin gründete er danach den Düşün-Verlag.
1968 besuchte er die Sowjetunion. 1970 erkrankte Tahir an Lungenkrebs. Nach einer Operation begann Tahir sich intensiv mit dem Marxismus auseinanderzusetzen und die marxistische Terminologie in verständliche Worte zu übertragen; er ersann eine marxistische Ideologie, die zur türkisch-anatolischen Identität passte. Dafür wurde er von vielen Linksintellektuellen kritisiert. Während einer aufgeheizten Debatte erlitt Kemal Tahir einen Herzinfarkt und starb am 21. April 1973.

## Werk
Kemal Tahir war überzeugt, dass eine Orientierung am Westen für die türkische Gesellschaft nicht sinnvoll sei. Er glaubte, dass die osmanisch-türkische Gesellschaft nicht den historischen europäischen Gesellschaftsmodellen entspräche und eine Verwestlichung dem Land eine Gesellschaftsstruktur überstülpe, für die dieses keine Voraussetzungen biete. Die Türkei habe ganz eigene Entwicklungsprozesse durchgemacht und basiere auf ganz eigenen kulturellen und sozialen Strukturen. Tahir war sicher, dass deshalb auch die türkische Literatur anders sein müsse als die westliche.
Kemal Tahir versuchte, die Gesellschaft des Osmanischen Reiches als humanistisch zu beschreiben, die sich sehr von der europäischen Feudalgesellschaft und dem Kapitalismus unterschieden habe. Immer wieder versuchte er in seinen Romanen eine spezifisch türkische Gesellschaft zu skizzieren. Die von ihm beschriebenen Protagonisten sind oft einfache Menschen des Landes, die sich in den Großstädten entfremdet fühlen. In vielen Romanen beschreibt er auch das schwierige Landleben in Anatolien und erzählt von den Problemen und Konflikten der Bevölkerung. Seine Werke sind geprägt von einem sozialistisch-realistischen Stil mit einer einfachen Sprache, mit charismatischen Charakteren und intensiven Dialogen. Er gehört zu den produktivsten Autoren der türkischen Literatur.
Kemal Tahir begann seine schriftstellerische Karriere mit Lyrik. Erste Gedichte erschienen 1931 im Magazin Içtihad. Außerdem veröffentlichte er Gedichte in den Magazinen Yeni Kültür, Geçit, Var und Ses.
Sein erstes Hauptwerk war die vierteilige Kurzgeschichte, die in der Tageszeitung  Tan abgedruckt und 1955 unter dem Titel Göl Insanları veröffentlicht wurde. Im Jahr 1955 erschien außerdem der Roman Sağırdere.
Esir Şehrin İnsanları, der erste der Stadt-Romane, untersucht die Verwandlung der Türken vom Osmanischen Reich zur Republik und wurde 1956 veröffentlicht. Tahir beschreibt Istanbul während der Besatzungszeit nach dem Ersten Weltkrieg. 1961 erschien Esir Şehrin Mahpusu und 1971 Yol Ayrımı. Im ersten Band schilderte Kemal Tahir die Probleme der Bauern; im Folgenden beschäftigte er sich mit den Problemen der türkischen Gesellschaft in seiner Zeit.
In seinem Roman Devlet Ana beschrieb er die sozialen und politischen Strukturen der osmanischen Gesellschaft in der frühen Zeit. In Kurt Kanunu erzählt er die Geschichte des Attentats auf Mustafa Kemal Atatürk in Izmir. Er analysierte das Phänomen des Banditentums in Rahmet Yolları Kesti und das osmanische Großgrundbesitzertum  in Yedi Çınar Yaylası. In der historischen Geschichte Yorgun Savaşçı erzählt Tahir die Geschichte der nationalen Widerstandsbewegung in Anatolien, die sich ohne Führung zusammenfand und den türkischen Befreiungskrieg begann.
Sein Werk zeigt Einflüsse des Erzählzyklus Dede Korkut, anatolischer Legenden, der Bibel und des Koran, aber auch von persischer Literatur und zentralasiatischer Lyrik.
Aufgrund finanzieller Schwierigkeiten schrieb Tahir unter Pseudonymen Geschichten für Pulp-Magazine. Auch übersetzte er die Mike-Hammer-Krimigeschichten von Mickey Spillane und schrieb eigene Romane für die Reihe. Außerdem übersetzte er Bücher aus dem Französischen in das Türkische. 
Einige seiner Romane, darunter Karılar Koğuşu, Haremde Dört Kadın, Esir Şehrin İnsanları und Kurt Kanunu, wurden später verfilmt.

## Auszeichnungen
- 1967/68: Yunus-Nadi-Preis für Yorgun Savaşçı

## Werke
- Göl İnsanları. 1955
- Sağırdere. 1955
- Esir Şehrin İnsanları. 1956
- Körduman. 1957
- Rahmet Yolları Kesti. 1957
- Yedi Çınar Yaylası. 1958
- Köyün Kamburu. 1959
- Esir Şehrin Mahpusu. 1961
- Bozkırdaki Çekirdek. 1962
- Kelleci Memet. 1962
- Yorgun Savaşçı. 1965
- Devlet Ana. 1967
- Kurt Kanunu. 1969
- Büyük Mal. 1970
- Yol Ayrımı. 1971
- Namusçular. 1974
- Karılar Koğuşu. 1974
- Hür Şehrin İnsanları. 1976
- Damağası. 1977
- Bir Mülkiyet Kalesi. 1977